# Sorsogon
Sorsogon (tiếng Bikol: Probinsya kan Sorsogon; tiếng Filipino: Lalawigan ng Sorsogon) là một tỉnh của Philippines thuộc vùng Bicol, đây là tỉnh cực nam của Luzon và được chia thành 14 đô thị tự trị và một thành phố tỉnh lị cùng tên. Tỉnh giáp với Albay ở phía bắc. Sorsogon nằm ở đỉnh của bán đảo Bicol và đối diện với đảo Samar ở phía đông nam qua eo biển San Bernardino.

## Lịch sử
Sau cái chết của Ferdinand Magellan năm 1521, người Tây Ban Nha vẫn tiếp tục thực dân hóa Philippines. Sorsogon từng một phần được chính quyền thực dân cai trị cùng một đơn vị hành chính với tỉnh Albay, bao gồm cả tỉnh đảo Masbate. Năm 1934, Sorsogon trở thành một tỉnh riêng biệt cho đến nay.

## Địa lý
Sorsogon ở cực nam của bán đảo Bicol, địa hình của tỉnh không bằng phẳng, ngoài trừ Irosin, tất cả các đô thị đều nằm dọc theo bờ biển, chúng dược kết nối với nhau bằng những con đường bê tông hoặc đường nhựa. Vùng núi trải khắp khu vực đông bắc, tây bắc và tây. Núi Bulusan là điểm cao nhất, lên tới 1560 mét.

## Nhân khẩu
Hầu hết dân cư trong tỉnh thuộc sắc tộc Bicolano. Sorsogueños là tên mà người Sorsogon tự gọi mình. Người dân trong tỉnh rất sùng đạo, hầu hết theo Công giáo La Mã. Ngoài ra còn có một số người Hồi giáo nhập cư từ Mindanao, hầu hết họ làm ở các cửa hàng nhỏ. Hầu hết người dân trong tỉnh hiểu tiếng Tagalog và tiếng Bicolano. Tiếng Anh được hầu hết những người có trình độ văn hóa thông hiểu.

## Hành chính
Ngoài thành phố tỉnh lị cùng tên, tỉnh được chia thành 14 đô thị tự trị
| - Barcelona - Bulan - Bulusan - Casiguran - Castilla - Donsol - Gubat | - Irosin - Juban - Magallanes - Matnog - Pilar - Prieto Diaz - Santa Magdalena |